# Iujna-Lomuvatka
Iujna-Lomuvatka (în ucraineană Южна-Ломуватка) este o așezare de tip urban din orașul regional Breanka, regiunea Luhansk, Ucraina. În afara localității principale, nu cuprinde și alte sate.

## Demografie
Componența lingvistică a așezării de tip urban Iujna-Lomuvatka
     Rusă (90,73%)
     Ucraineană (9,15%)
     Alte limbi (0,06%)
Conform recensământului din 2001, majoritatea populației așezării de tip urban Iujna-Lomuvatka era vorbitoare de rusă (90,73%), existând în minoritate și vorbitori de ucraineană (9,15%).